# 氷山空母

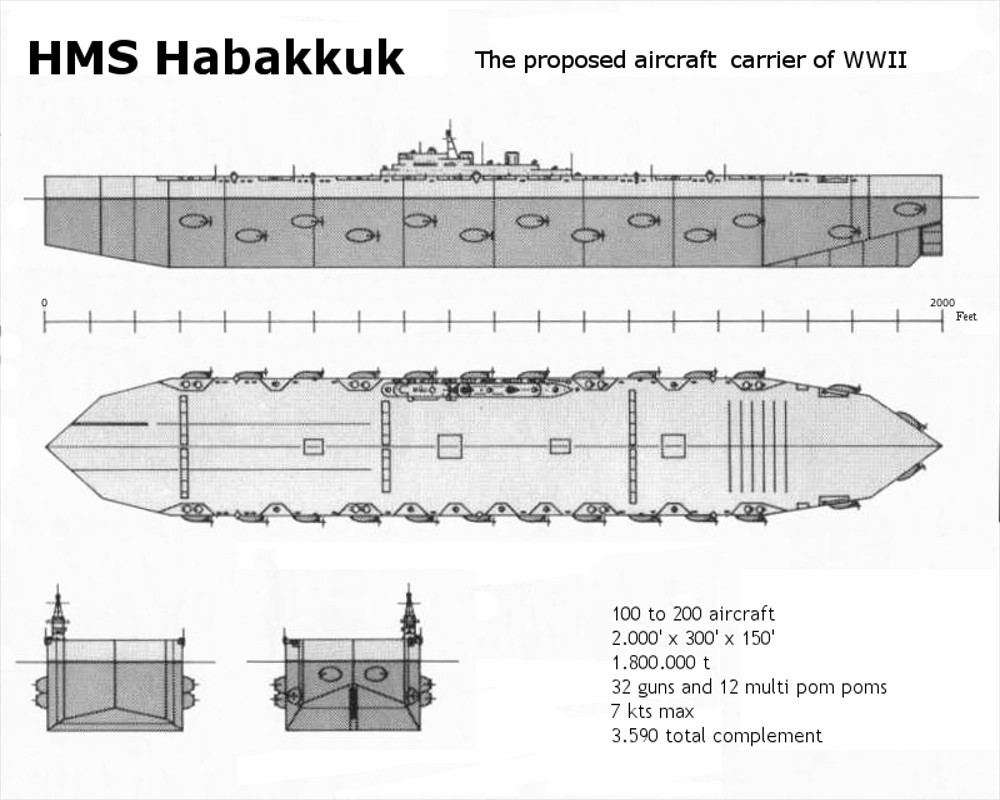
氷山空母「ハバクック」の予想図

氷山空母（ひょうざんくうぼ）とは、手頃な大きさの氷山を、洋上基地あるいは自力航行が可能な巨大航空母艦として運用する構想のことである。
数々の奇想天外な兵器の「発明」で知られるイギリスのジェフリー・N・パイクが第二次世界大戦中に考案したものの一つで、氷山の上面や内部を加工し、その巨大な面積を利用して陸上機も運用可能とする壮大な構想であり、実際にモデル実験なども行われた。最終的に、コスト面を理由に計画は中止された。

## 構想
第二次世界大戦中のイギリスでは、Uボートなどによって通商破壊活動を行い大西洋航路を脅かすナチス・ドイツに対し、輸送支援のための洋上航空基地を必要としていた。

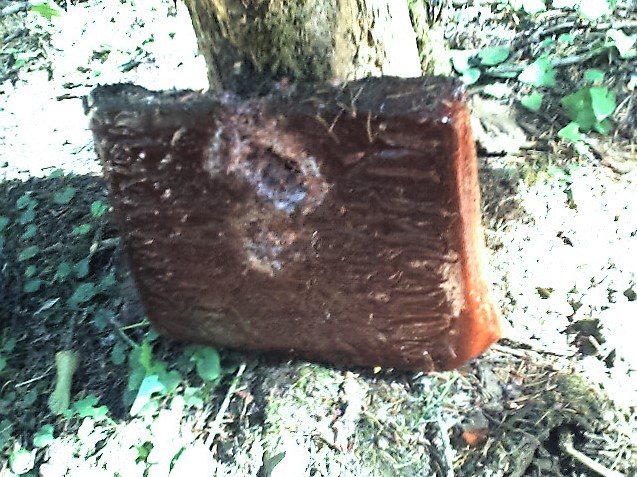
実際に試作されたパイクリート
穴が開いているのは対弾性のテストで銃で撃ったため

氷山空母はその対策の1つとして構想された。ルイス・マウントバッテンとパイクによってチャーチル首相に提案された計画は全長約600m、全幅100m、排水量200万トンの氷山空母を作ろうとするもので、カナダから切出した28万個の氷塊から作ろうという計画であった。後には強度を増すためにパイクリートという水と木材パルプを混合した材料に変えられた。これは通常の氷より強度や融点が高い性質を持つ。鉄材で骨組みを作り、装甲にも氷を利用。損傷は海水を凍らせて回復させることも考えられた。パイクリートと言えども時間の経過とともに「溶けてくる」ことは避けられないが、これに対しては内部に冷凍機室を設置して船体全体を冷却する構想であった。
発案当初は自力移動はできない、いわゆる「人工島」の構想であったが、動力を搭載して単独での航行も可能にする構想も練られた。動力源は外部のナセルに取り付けられた26台のディーゼル・エレクトリック方式とし、左右の電動モーターを制御することで行い、18km/hで航行する計画だった。船体の外観の詳細は不明であるが、巨大であることや動力を外部に搭載することの他は一般的な船型となる予定であったようである。
自衛用に40基の4.5インチ対空砲などで武装し、150機の双発爆撃機や戦闘機を搭載する予定であった。その巨体と「損傷しても海水を流しこんで凍らせれば復旧出来る」ことによって、計画では不沈空母となるはずであった。
この構想はハバクック計画（Project Habbakuk、資料によってはハボクックと表記されることもある）と命名され、イギリス、アメリカ、カナダの三カ国による共同開発が行われることになった。計画名は旧約聖書のハバクク書（Habakkuk）の一節に因んだといわれている。
なお、まだ大西洋横断飛行が達成されていなかった、達成できるかどうかさえわからなかった頃に、大西洋上に人工島を築いて航空路の中継点にしようという構想（というより空想）がかなり流布しており、そこからもヒントを得たと思われる。

## 実験と計画中止
1943年に7000万ドルの予算と8000人の人員を8か月間にわたって投入し、カナダのアルバータ州のルイス湖やパトリシア湖でパイクリート製の長さ18m、幅9mの試作船を作るなどの実験が行われた。
しかし、実用化には更に莫大なコストがかかると予想されたこと、アイスランドの基地が使用可能になったこと、航空機の航続距離が伸びたこと、Uボートを発見するためのレーダーの性能が向上したことなどの戦局の変化、兵器性能の向上があり、空母の必要性は著しく低下したため、1943年中に計画は中止された。試作船は、冷却装置を外されるなどして解体され、残骸はパトリシア湖に投棄された。1980年代に湖底に沈んでいる状態が確認されている。

## 登場する作品
その題材上の魅力から小説やゲームなどの創作世界において度々登場する。
- 『太平洋の嵐』(1987年12月8日発売）

シナリオ集「バンディッツ」（1989年5月11日発売）のシナリオ「ハバクック」。
氷山空母「ハバクック」を深山改で迎撃するシナリオ。
排水量150万t、全長600m、全幅900m、搭載機数250（注：本ゲームでは16進数2桁までしか扱えない）の巨大空母。
- 『氷山空母を撃沈せよ!』（1993年、伊吹秀明）

アメリカ海軍がエセックス級航空母艦の大半をキャンセルして建造した2隻の氷山空母が登場する。全長1700m、排水量860万トンの「CVB-35 ハボクック」と、史実のハバクックに近い大きさの「ユナイテッド・ステーツ」である。後者はソロモン諸島近海の戦闘で日本軍に鹵獲され、「富嶽」と改名されてハボクックと氷山空母同士の一騎討ちを演じることになる。
- 『紺碧の艦隊２』シリーズ（1995年–、マイクロキャビンのゲーム）

氷山空母ハバクックが登場するが、イギリスでは無くアメリカ所属である。
- 『鋼鉄の咆哮』シリーズ（2000年–、コーエー及びマイクロキャビンのゲーム）

上記の紺碧の艦隊2の後継にあたる作品。連合国、イギリスの超兵器『超巨大氷山空母 ハボクック』として登場。空母であるがの大量の航空機の他、大口径砲（作品にもよるが原作では56cm砲）15門や多数の光学兵器の他、大和型を上回る装甲など航空戦艦的な特徴を持つ。ダメージを海水で回復するため火災に弱く、火炎放射砲で自己回復を止めることができる。氷で船体が出来ているわけではなく周りに生成されているだけであり、氷を剥いだハボクック本体は超巨大双胴空母である。
- 『荒鷲の大戦』（2003年–2004年、中里融司）
- 『女皇の帝国』（2007年-2010年、吉田親司）

英米日の共同開発によって建造した3隻の氷山空母が登場し、太平洋に配備される。
- 『女皇の聖戦』（2011年、吉田親司）

アメリカ単独で建造した1隻の氷山空母が登場し、大西洋に配備される。
- 『コードギアス 反逆のルルーシュR2』（2008年、サンライズ制作のSFロボットアニメ）

植民地エリア11から国外追放された「百万人のゼロ」を乗せるため登場する。
- 『怪しい伝説』7thシーズン「氷の船」（2009年4月15日放送、ディスカバリーチャンネルのノンフィクションテレビ番組）

氷山空母の話を検証するため小型艇の自作に挑戦。ただし通常のパイクリートでは十分な強度を得られなかったため、骨材としてパルプの代わりに新聞紙を使った。艇は2人を乗せて自走できたが、パイクリートが薄く数十分で溶けてしまった。
- 『くじびき勇者さま10』（2009年6月1日発売）（ライトノベル、清水文化著）
- 『不沈の艦隊』（2011年、富永浩史）

米英ソの共同開発で建造した氷山空母ハボクックが登場し、太平洋に配備される。また、ソ連も単独で天然の氷山を掘削した漂流航空基地1号と2号を配備している。

- 『MASTERキートン Reマスター』

QUEST4.ハバククの聖夜　にて防弾素材としてジェフリー・パイク博士の学説を活用。
- 『戦艦少女R』（2014年、上海幻萌網絡科技のゲーム）

氷山空母「ハバクック」を基にした擬人化キャラクターがNPCとして登場する。
- 『アビス・ホライズン』（2018年、重慶煜顔文化伝播有限公司のゲーム）

氷山空母「ハボクック」を基にした擬人化キャラクターが登場する。
- 『緋弾のアリア』（2020年12月25日発売）

ＸＸＸIV 早天の嚮導艦にハバククが登場する。
- 『World of Warships』

2021年のエイプリルフールのジョークとして氷山空母「ハバクック」がゲーム内に実装されると公式チャンネルに登場した。